# Plusia major
Plusia major là một loài bướm đêm trong họ Noctuidae.